# هينسبورغ (فيرمونت)
هينسبورغ (بالإنجليزية: Hinesburg, Vermont)‏ هي بلدة تقع بولاية فيرمونت في الولايات المتحدة. تبلغ مساحتها 103.9 (كم²)، وترتفع عن سطح البحر 169 م، بلغ عدد سكانها 4340 نسمة في عام 2000 حسب إحصاء مكتب تعداد الولايات المتحدة وتصل الكثافة السكانية فيها 42.1 نسمة/كم2.

## أعلام
- جون كلايتون ألين

## وصلات خارجية
- The US50 - Cities and Towns in Vermont State
- Vermont Cities and Towns, Facts, Map, Flag, Colleges, Government, and More